# Kryszna

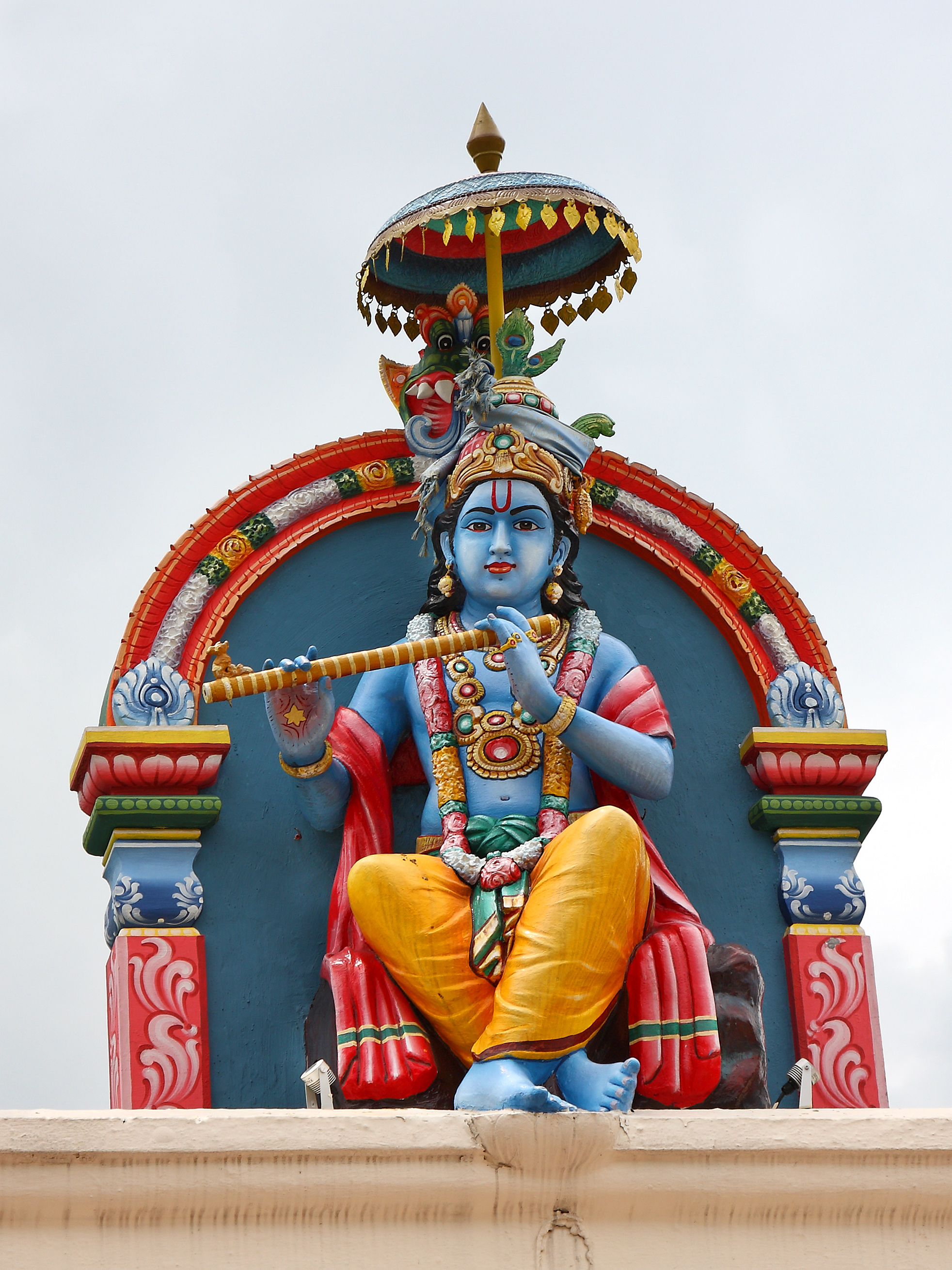
Pomnik Kryszny w świątyni Sri Mariamman (Singapur)

Kryszna (dewanagari कृष्ण, trl. kṛṣṇa, ang. Krishna) – bóg w hinduizmie. W Bhagawadgicie opisany jest jako Najwyższa Istota i Najwyższy bóg.
Kryszna i związane z nim opowieści pojawiają się w wielu filozoficznych i teologicznych dziełach hinduizmu. Chociaż te opisy różnią się szczegółami, związanymi z daną tradycją, to zasadnicza charakterystyka jest zawsze taka sama. Opisuje ona boskie wcielenie (inkarnację), pasterskie dzieciństwo i młodość, a następnie bohaterskiego wojownika i nauczyciela. Ogromna popularność Kryszny w Indiach spowodowała, że także różne niehinduistyczne religie, pochodzące z Indii, znają to imię.

## Formy kultowe

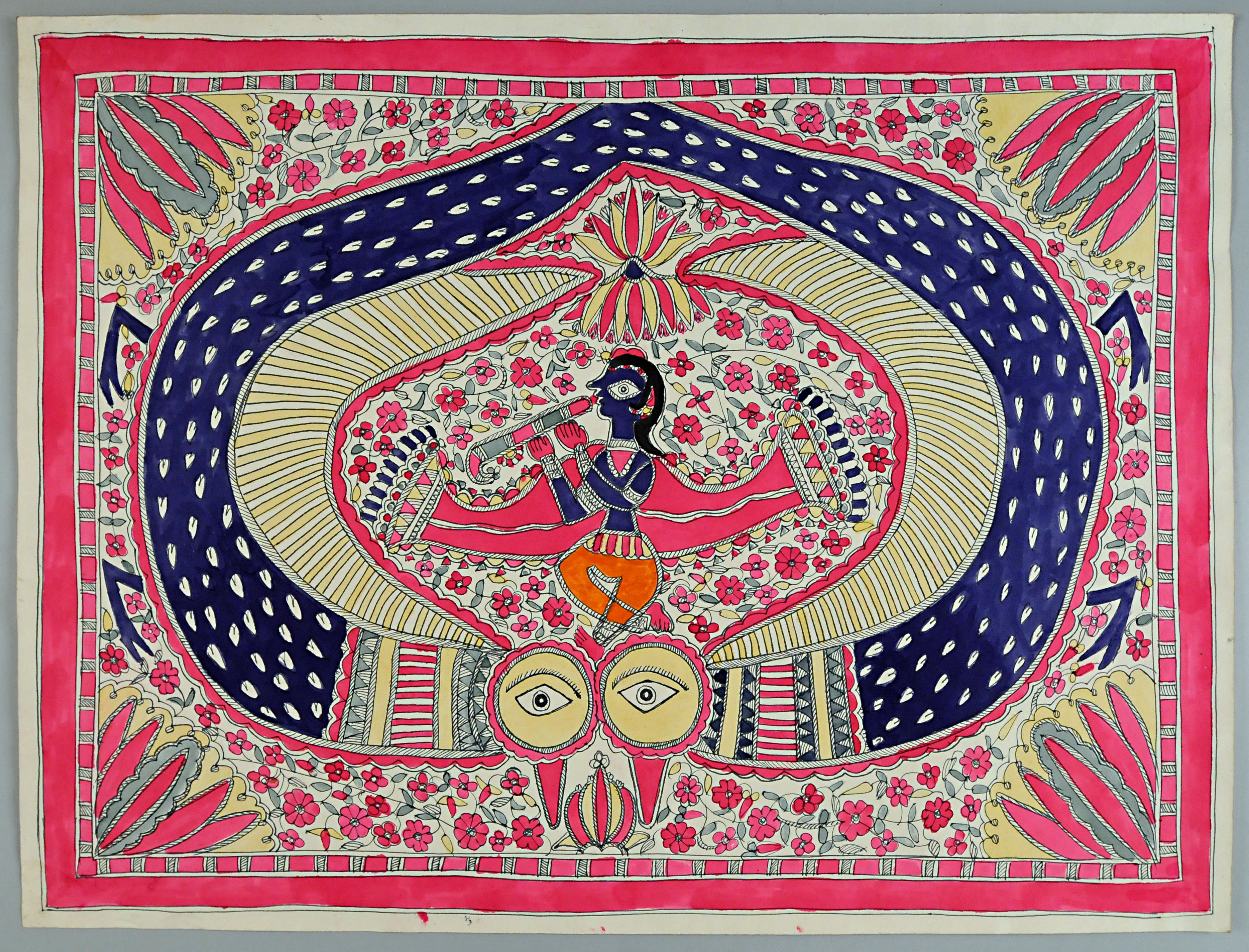
Kryszna pokonujący węża

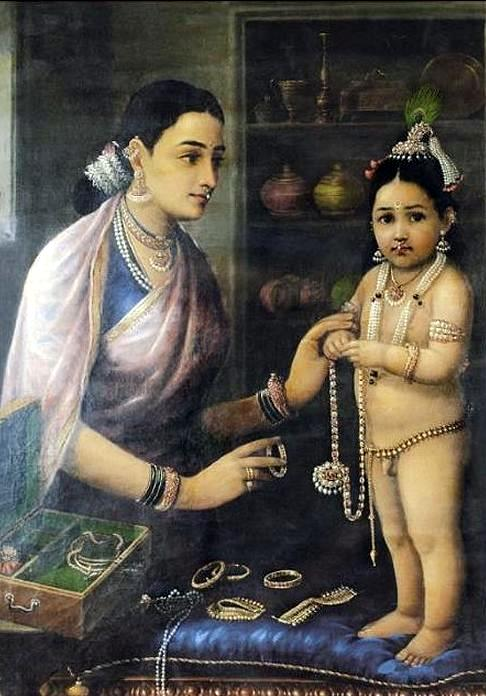
Jaśoda stroi małego Krysznę

### Imię Kryszna
- Kryszna w sanskrycie oznacza „czarny” lub „ciemny”, co odnosi się do koloru jego skóry.
- Inne tłumaczenie znaczenia tego imienia wywodzi się z połączenia dwóch członów:

1. „kṛṣ” – znaczy przyciągać,
2. „na” jest sanskryckim rdzeniem słowa ananda – szczęście. Stąd mamy tłumaczenie imienia Kryszna w tradycji gaudija wisznuizmu jako „wszechatrakcyjny”. Posągi (murti) i obrazy przedstawiają boga jako ciemnoskórego. Np. Dźagannatha, Kryszna jako Pan Świata w Puri, przedstawiony jest z bratem i siostrą o znacznie jaśniejszej od niego skórze.

- Czasem jego imię jest tłumaczone jako „błękitnoczarny”, a nie „czarny” i jego kolor skóry jest opisywany jako „kolor burzowej chmury”.
- Zwolennicy awatara Wisznu podają podobne tłumaczenie, np. Adi Śankara twierdzi, że „Kryszna” jest 57. imieniem Wisznu i oznacza także: „istnienie wiedzy i błogosławieństwa”.

### Inne imiona i przydomki
- Nathadźi[1]
- Gopinatha[2]

## Rodzina i postacie powiązane

### Rodzeństwo
- Balarama
- Subhadra

### Żony
- Mahabharata wskazuje na sześć kobiet, będących żonami Kryszny, są to: Radha, Rukmini, Satjabhama, Gandhari, Hajmawati i Dźambawati
- Hariwańśa wylicza 22 żony Kryszny
- Wisznupurana podaje (w zależności od fragmentu dzieła) liczbę 16 101 lub 16 007 kobiet, które poślubił Kryszna[3].

### Potomstwo
- Wisznupurana podaje liczbę 180 000 synów Kryszny[4].

## Recepcja w literaturze religijnej

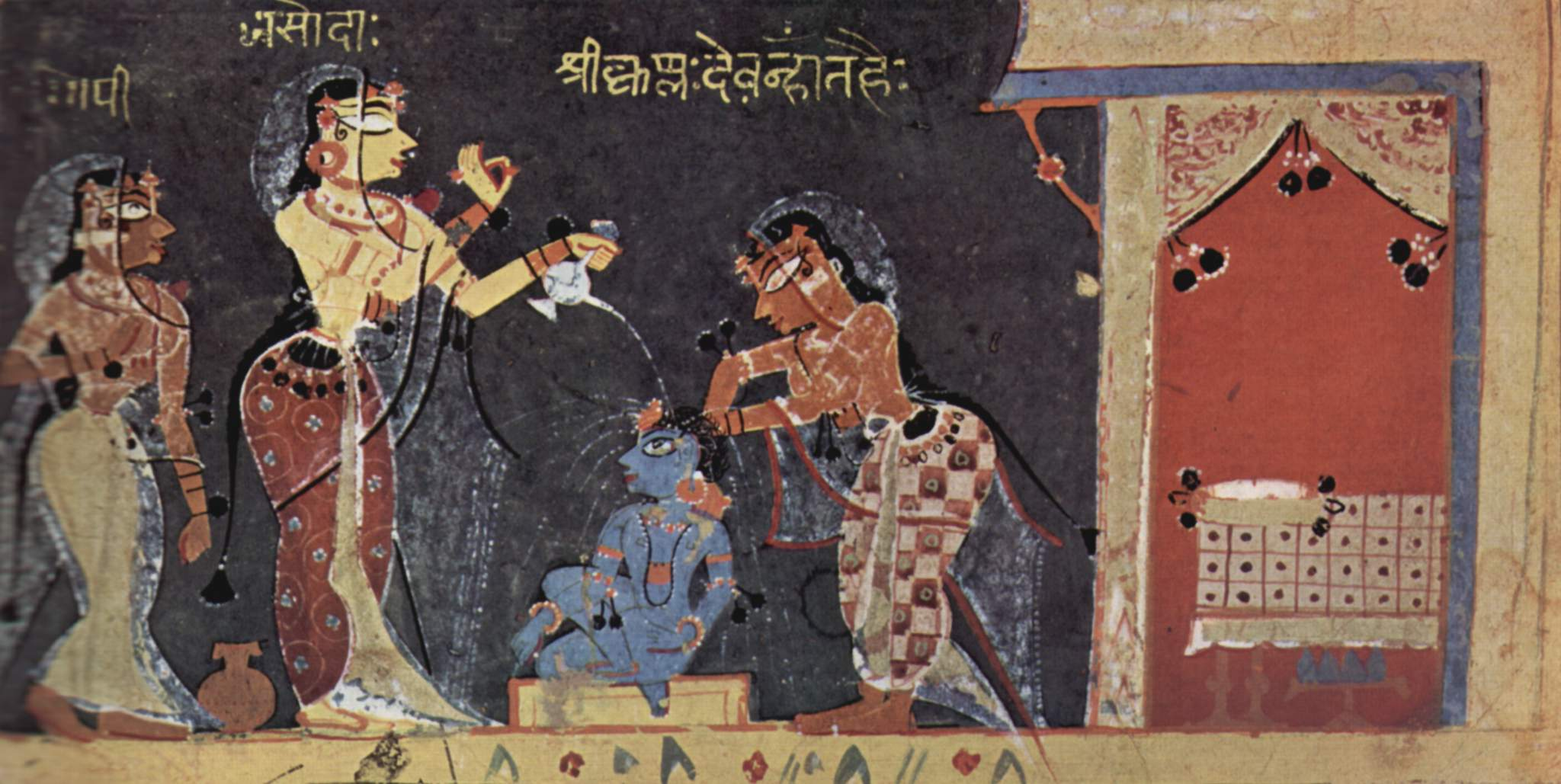
Jaśoda kąpie małego Krysznę (ilustrowany rękopis Bhagawatapurana ze wschodnich Indii)

### Źródła przedaryjskie
Charlotte Vaudeville wysunęła tezę, że Kryszna Pasterz był jednym z bóstw przedaryjskich.
Innym dowodem na istnienie Kryszny (opisanego w Mahabharacie) są pieczęcie pochodzące z Harappy, na których pojawia się wielokrotnie imię Kryszny, jego przyjaciół i krewnych.

### Asztadhjaja
Pāṇini, około V wieku p.n.e., w swoim dziele Ashtadhyayi tłumaczy słowo „Vāsudevaka” jako Bhakta (wyznawca) Vāsudevy. Z kontekstu (w którym występuje też Ardźuna), wynika, iż Vāsudeva to Kryszna.

### Źródła greckie
W IV wieku p.n.e. Megastenes, grecki ambasador na dworze Ćandragupty Maurji opisał, że lud Sourasenoi (Surasenowie), żyjący w regionie Mathury czci Heraklesa. Podobieństwo cech Heraklesa i Kryszny wskazuje, że bóstwem tym był Kryszna.
W latach 180-165 p.n.e., grecki władca Agatokles Baktryjski wprowadził do obiegu monety z wizerunkiem Wasudewy, trzymającego ćakrę.
W I wieku p.n.e. Grek Heliodor, poseł Antialkidasa, wybudował w Besnagarze kolumnę z napisem ku czci Wasudewy „boga bogów”, pana Bagawaty, syna Diji.
- Także z I wieku p.n.e. pochodzą dowody na istnienie kultu Kryszny jako jednego z pięciu boskich herosów[potrzebny przypis].

### Mahabharata
Najwcześniejszym tekstem bezpośrednio opisującym Krysznę jako osobę jest Mahabharata, chociaż istnieje wiele odniesień do Jego Imion w najstarszych tekstach indyjskich takich jak Rygweda i inne Wedy. Teksty opisują go jako inkarnację Wisznu; jest w nich jednym z najważniejszych bohaterów epickich. Osiemnaście rozdziałów szóstej księgi (Bhiszma Parwa) w Bhagawadgicie zawiera radę daną przez Krysznę Ardźunie na polu bitwy. Kryszna opisany jest jako dorosły mężczyzna, chociaż istnieją odniesienia do jego wcześniejszych czynów.

#### Hariwamśa
Hariwamśa – dodatek do Mahabharaty, później dołączony do tekstu, zawiera najstarszy szczegółowy opis dzieciństwa i młodości Kryszny.

### Purany
Praktycznie każda z późniejszych Puran opisuje życiorys Kryszny lub przynajmniej najważniejsze fakty z życia. Podczas gdy Mahabharata i Hariwamsa uznane są za teksty święte przez wyznawców hinduizmu, dwie Purany (Bhagawatapurana i Wisznupurana), które zawierają najbardziej szczegółowy życiorys oraz nauki Kryszny, są uznawane za najświętsze. Około 1/4 Bhagawatpurany (głównie w dziesiątej księdze) poświęcona jest jego życiu i filozofii.

### Upaniszady
Najwcześniejsza prawdopodobna wzmianka o Krysznie jako bogu znajduje się w Ćhandogjopaniszad (około 900 r. p.n.e.). Nauczyciel Ghora Angirasa omawia tam naturę duszy z Kryszną, synem Dewaki.

### Źródła buddyjskie i dźinijskie
Istnienie Kryszny potwierdzają też teksty buddyjskie i dźinijskie, które opisują jego życie w bardzo podobny sposób jak źródła hinduistyczne.

## Kontrowersje wokół statusu awatara
- Podawana jest najczęściej informacja, że Kryszna jest ósmym awatarem Wisznu. Tak najczęściej przedstawia Krysznę tradycja indyjska[6]
- Baru Ćandidas z Bengalu określa Krysznę w poemacie Śrikrysznakirtan jako dziesiąte i zarazem ostatnie wcielenie boga Wisznu[7]
- Zgodnie z interpretacjami, takimi jak gaudija wisznuizmu (wisznuizm bengalski), a także według Śrimadbhagawatam, jak również według Brahmasamhity, Kryszna jest źródłem wszystkich innych inkarnacji (zstąpień), a nie awatarem jakiegoś wyższego boga.
- Dzieło hinduistyczne Mahabhagawatapurana (54. 44) podaje, iż Kryszna był wcieleniem bogini Kali, która przybyła w takiej postaci na świat fizyczny w celu usunięcia z Ziemi demona o imieniu Kamsa[8].

## Życie Kryszny
Życiorys bazuje na opisach z Mahabharaty, Hariwamsy, Bhagawatapurany i Wisznupurany. Miejsce to północne Indie, przeważnie obecne stany: Uttar Pradesh, Bihar, Hariana, Delhi i Gujarat.

### Inkarnacja
Zgodnie z Mahabharatą (Adi Parwa, Adiwansawatarana) asurowie na skutek powtarzających się klęsk w walkach z dewami i pozbawieni władzy i nieba zaczęli inkarnować się w ludzi z królewskich rodów. Jako wcieleni i źli z natury bogowie (w liczbie wielu tysięcy) zaczęli szerzyć na Ziemi śmierć i zniszczenie. Ludzie zwrócili się z prośbą do Brahmy, który nakazał wszystkim pozostałym bogom, żeby sami inkarnowali się w ludzi, aby pokonać złych asurów. Także Wisznu zgodził się inkarnować.

### Narodziny
Zgodnie z najnowszymi obliczeniami narodziny Kryszny miały miejsce około 3228 p.n.e. Miejsce narodzin znane jest obecnie jako Krishnajanmabhoomi (wznosi się tam świątynia). Kryszna urodził się w rodzinie królewskiej w Mathurze jako ósmy syn księżniczki Dewaki i jej męża Wasudewy.
Mathura była stolicą blisko spokrewnionych rodów Wriśni, Andhaka i Bhodża, znanych pod wspólną nazwą Jadawa (po słynnym przodku Jadu) lub Surasena.
Rodzice Kryszny pochodzili z tych rodów. Brat Dewaki – król Kansa doszedł do władzy wtrącając do więzienia swojego ojca – króla Ugrasenę. Przerażony proroctwem, że zostanie zabity przez ósmego syna Dewaki, zamknął ją i jej męża w więzieniu planując, że będzie zabijał wszystkie ich dzieci po urodzeniu. Po zabiciu pierwszych sześciu dzieci i rzekomym poronieniu przez Dewaki siódmego, królowi nie udało się zabić Kryszny, który zaraz po urodzeniu został przekazany opiekunom (Jaśoda i Nanda) w Gokuli. Siódme dziecko Dewanaki – syn Balarama zostało cudownie przeniesione do łona pierwszej żony Wasudewy – Rohini. Podobnie przeniesiona została córka Subhadra, urodzona znacznie później niż Balarama i Kryszna.

### Dzieciństwo i młodość
Nanda był przywódcą wspólnoty pasterzy bydła i przeniósł się do Wryndawanu. Król Kansa dowiedział się od bogini Jogaindry o uratowaniu Kryszny i wysyłał demony, aby zabiły chłopca. Zginęły one wszystkie z rąk Kryszny i Balaramy. Wydarzenia z tym związane są popularnym tematem opowiadań o Krysznie, podobnie jak jego zabawy z pasterkami (gopi), w tym z Radhą, znaną później jako rasa lila.

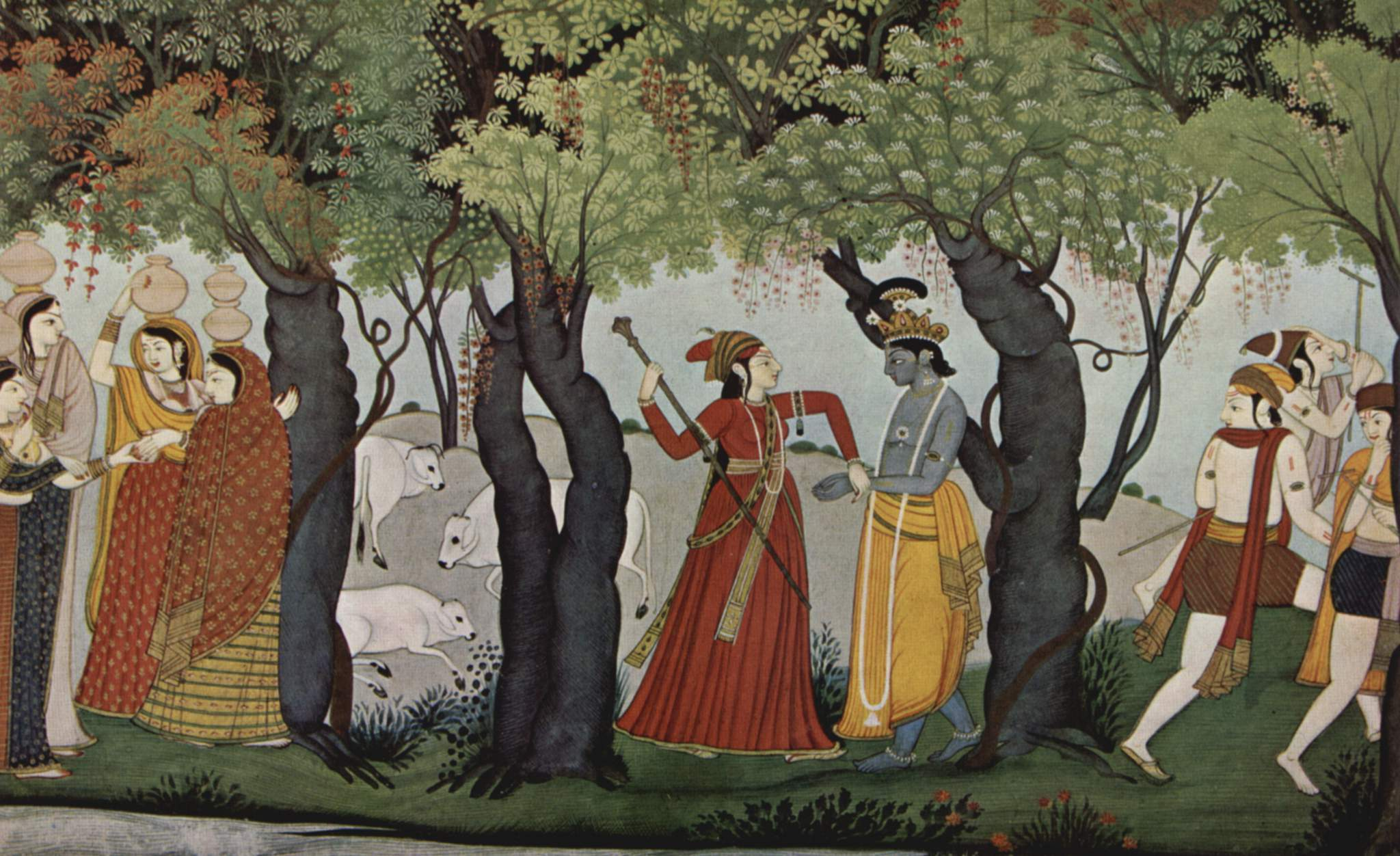
Kryszna i Radha (obraz indyjski z XVIII wieku)

### Książę
Kryszna jako młodzieniec wrócił do Mathury, pokonał i zabił swojego wuja Kansę. Okazało się, że sam Kansa, usiłując zapobiec spełnieniu się przepowiedni, pomógł się jej spełnić. Kryszna uczynił Ugrasenę królem Jadawów, a sam został głównym księciem. Zaprzyjaźnił się z Ardźuną i innymi książętami Pandawami z królestwa Kuru (swoimi kuzynami z drugiego brzegu rzeki Jamuny). Później przeniósł się wraz z innymi Jadawami do miasta Dwaraka (w dzisiejszym Gujaracie). Ożenił się z Rukmini, córką króla Biśmaki z Widarbhy. Kryszna miał 16108 żon, z których najbardziej znane to Satjabhama i Dźambawati.

### Bitwa na Kurukszetrze
Kryszna był spokrewniony z przywódcami obu zwaśnionych stron: Pandawów i Kaurawów. Z tego powodu zapytał obu, czy chcą jego samego czy tylko jego wojsko. Ponieważ Kaurawowie wybrali wojsko, Kryszna sprzymierzył się z Pandawami. Zgodził się powozić rydwanem w bitwie u boku Ardźuny. Bhagawadgita zawiera ponadczasowe nauki filozoficzne i teologiczne, jakich Kryszna udzielił Ardźunie przed bitwą.

### Późniejsze lata
Po zakończeniu wojny Kryszna mieszkał w Dwarace przez 36 lat. Potem nastąpiło tragiczne wydarzenie: w czasie festiwalu wybuchły między Jadawami zamieszki, które doprowadziły do prawie całkowitego wymordowania rodu. W obliczu tej tragedii brat Kryszny, Balarama, postanowił umrzeć, czyli porzucić ziemskie ciało za pomocą jogi. Po śmierci brata Kryszna udał się do lasu, aby medytować pod drzewem. Pewien myśliwy pomyłkowo uznał stopę Kryszny za część ciała jelenia i ugodził Krysznę strzałą raniąc go śmiertelnie. Mahabharata opisuje wniebowstąpienie Kryszny, który „całe niebo napełnił swoją chwałą” jako jednocześnie Stwórca i Niszczyciel wszechświata.

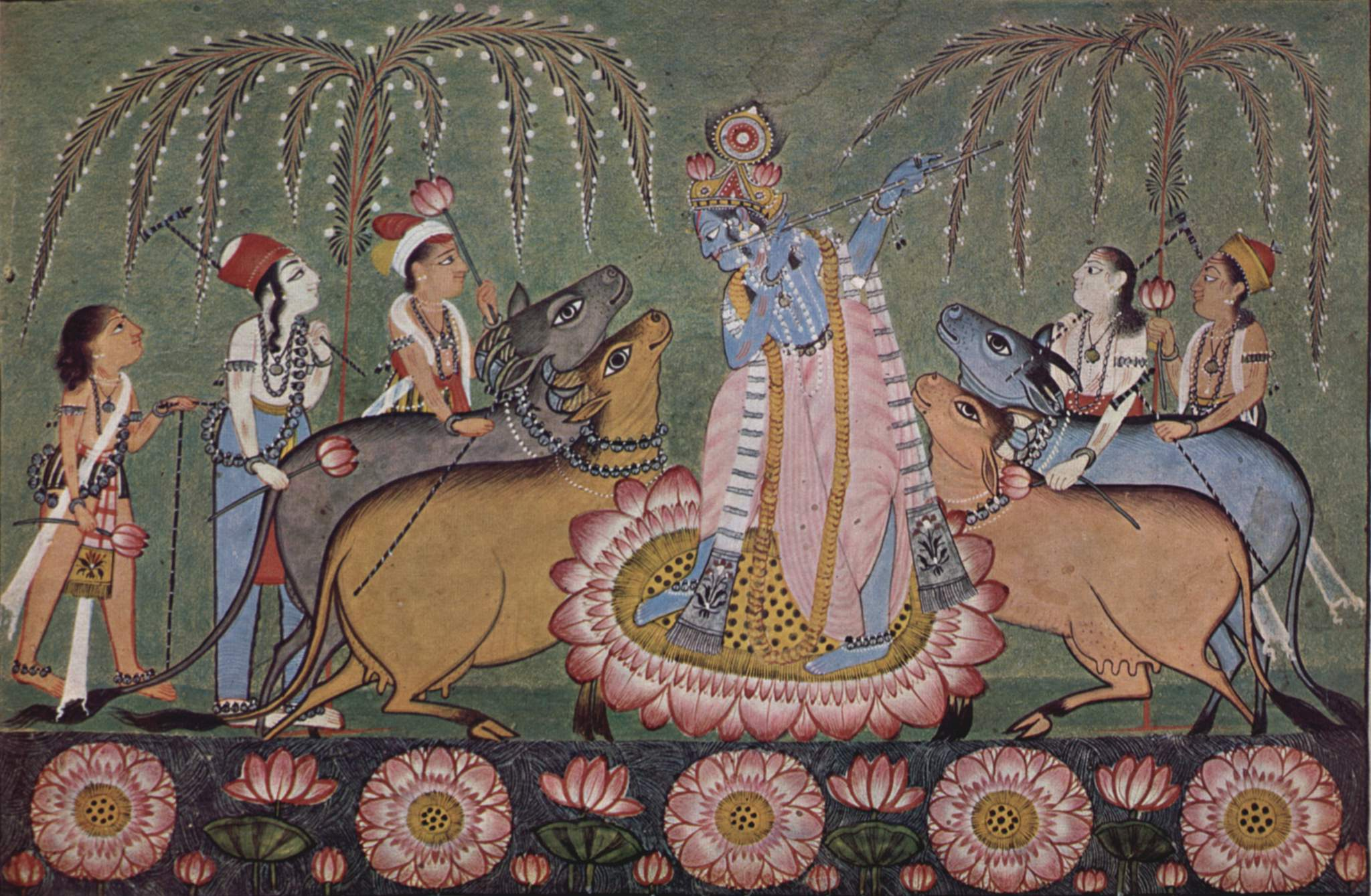
Kryszna grający na flecie (obraz indyjski z XVIII wieku)

## Recepcja w nurtach hinduistycznych

### Tradycja bhakti
Bhakti, czyli oddanie, nie ogranicza się w hinduizmie do jednego bóstwa, jednak Kryszna stał się Bogiem, którego kult cechuje się szczególnymi aspektami dewocyjnymi i ekstatycznymi.
Wyznawcy Kryszny wierzą w ideę lila (czyli „boskiej zabawy”), jako zasady wszechświata. Lila Kryszny, nacechowane osobistą wzajemną miłością boga i wyznawców, przekraczającą bariery formalnego kultu, różnią się od czci oddawanej innym awatarom Wisznu.
Kryszna pozostaje w tym wszechświecie jedynie przez 125 lat, ale wszystkie rozrywki tego okresu są przejawiane w każdym poszczególnym wszechświecie. Rozrywki te obejmują Jego pojawienie się, Jego czynności dziecięce, Jego młodość i rozrywki późniejsze, aż do rozrywek w Dwarace. Dlatego, że wszystkie te rozrywki w określonym czasie przejawiają się w jednym z niezliczonej ilości wszechświatów, są zwane wiecznymi.
Ruch bhakti (wyznawców Kryszny) pojawił się w południowych Indiach w VII-IX wiekach n.e. Najwcześniejsze dzieła napisali święci alwarowie w języku tamilskim (Divya Prabandham), a także popularne zbiory pieśni Tiruppavai.

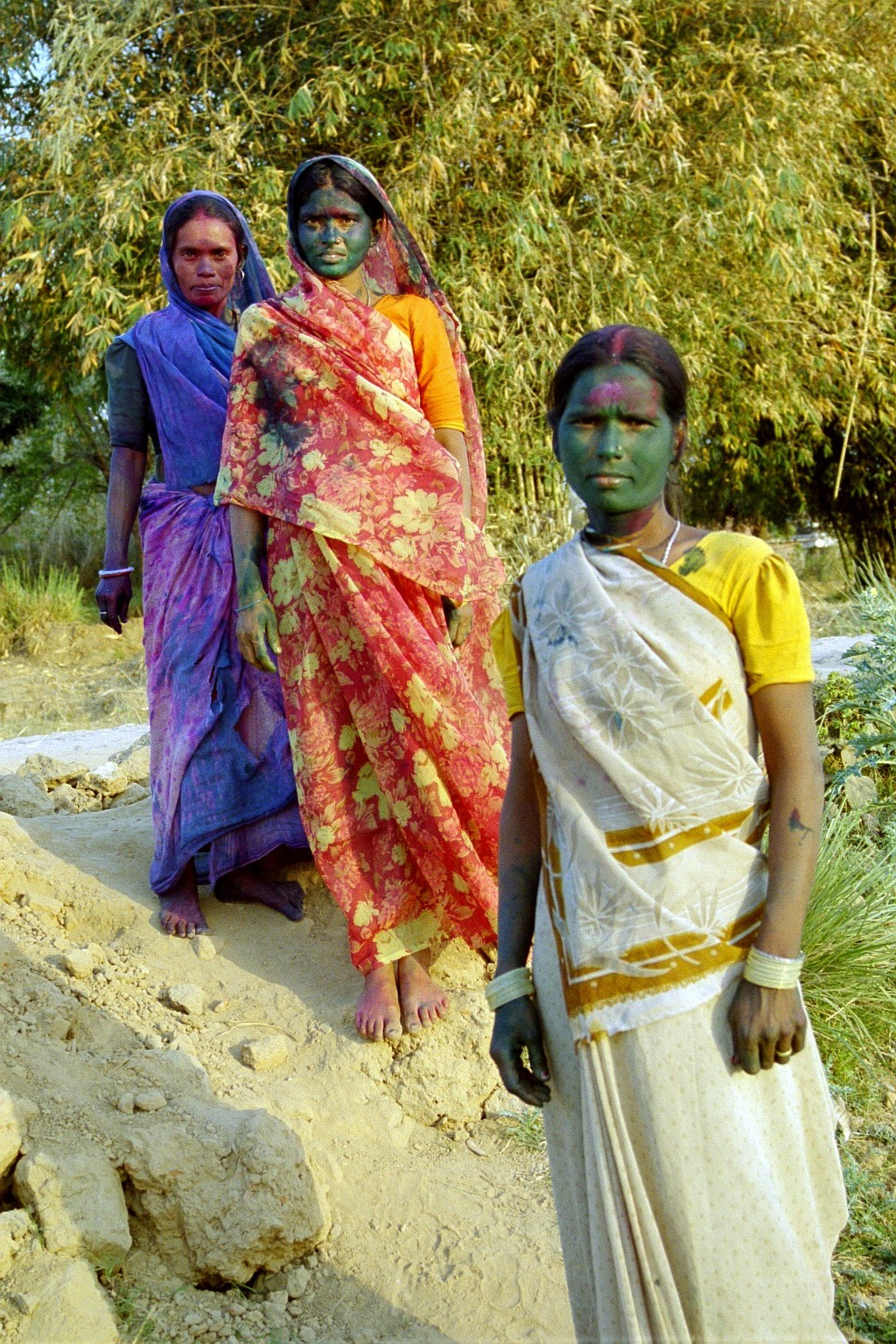
Holi – indyjskie święto wiosny (ludzie przebrani za Krysznę i Radhę)

### Rozprzestrzenianie się ruchu Kryszna-bhakti
Ruch bhaktów szybko rozprzestrzenił się na północ Indii i w XII wieku powstało we wschodnich Indiach jedno z najważniejszych dzieł literackich tego ruchu: Gitagowinda (napisane w sanskrycie). Opisuje ono miłość Kryszny i jednej z gopi – Radhy (od tej pory motyw tej miłości stał się nieodłącznym elementem kultu Kryszny). Wśród wyznawców z północnych Indii popularne stały się pieśni Mira Bai i Surdas sławiące Krysznę.
W XI wieku i później powstały w północnych Indiach pierwsze szkoły teologiczne ruchu: Nimbarka, Wallabha i Ćajtanja Mahaprabhu. Tradycja Ćajtanja (gaudija wisznuizm), uznaje Krysznę za najwyższego Boga, a nie za awatar Wisznu (wręcz przeciwnie – to Wisznu ma być awatarem Kryszny).

### Współczesny ruch Kryszna-bhakti
Od 1966 kult Kryszny rozprzestrzenił się z Indii do wielu krajów świata i obecnie jest praktykowany w Europie, obu Amerykach, Afryce i Rosji. Głównym propagatorem jest Międzynarodowe Towarzystwo Świadomości Kryszny (ang. International Society for Krishna Consciousness, w skrócie ISKCON). Jego rozwój na zachodzie zapoczątkował Bhaktivedanta Swami, który za namową swojego guru (Bhaktisiddhanta Sarasvati Thakura), zaczął pisać o Krysznie w języku angielskim i rozprzestrzenił filozofię wisznuicką w świecie.

## Kult

### Święta
- Kryszna Dźanmasztami
- Gowardhapudźa

### Święte miejsca
- Wrindawan
- Góra Gowardha
- Madhura

## Kryszna w innych religiach

### Dźinizm
Kryszna otaczany jest w dźinizmie czcią jako jeden z 63 bohaterów Szalakapurszas. Odradza się on w każdym nowym cyklu, który zabija Prati-vasudevę, aby ocalić świat. Jednak za to zabójstwo sprzeczne z etyką dźinijską, Kryszna musi odpokutować w piekle, skąd po zakończeniu kary wychodzi, aby zostać jednym z boskich Tirthankara.

### Buddyzm
Buddyzm niewiele uwagi poświęca Krysznie. Pojawia się on jako książę w Ghata Jataka, który razem z braćmi pojmał Dwarakę.

### Bahá'í
Wyznawcy bahaizmu wierzą, że Kryszna jest „manifestacją Boga” lub jednym z proroków, którzy stopniowo objawiają Boga ludzkości.

### Thelema
Kryszna został ubóstwiony przez Aleistera Crowleya i ogłoszony świętym w księdze XV „Ecclesia Gnostica Catholica”.